# Список жіночих організацій в науці
Це список жіночих наукових організацій та, в вужчому сенсі, жіночих організацій у науках, технології, інженерії і математиці (STEM), який Ви можете доповнювати та покращувати. 
Оскільки наука історично була сферою, окупованою чоловіками, у котрій жінкам важче збудувати кар'єру через такі явища, як сексизм в освіті, неоплачувана робота, скляна стеля, а також гендерний розрив в оплаті праці та, наприклад, ефект Матильди, в суспільствах різних країн світу виникла необхідність у створенні жіночих наукових організацій. Серед напрямків їх роботи, зокрема:  
- Освіта для жінок у перспективних галузях знання та забезпечення базових освітніх рівнів;
- Захист прав жінок на ринку праці (трудові права загалом, сексизм при наймі, рівна оплата за рівну працю, визнання внеску науковиць та дослідниць тощо);
- Адвокація жіночих інтересів у локальних та світовій наукових спільнотах;
- Тренерство, менторство для жінок у сферах з високою чоловічою конкуренцією;
- Застосування технологій та мережевого активізму для поєднання зусиль з забезпечення прав та захисту інтересів учениць, студенток, науковиць та дослідниць.

Більшість жіночих наукових організацій є неприбутковими, велика частина - недержавні. Часто вони спонсоруються міжнародними чи локальними правозахисними організаціями, благодійними фондами з жіночих та гендерних досліджень.
| Область          | Назва організації                                    | Оригінальна назва                                                                             | Штаб                | Роки           | Засновниця (-і)                                    | Діяльність |
| ---------------- | ---------------------------------------------------- | --------------------------------------------------------------------------------------------- | ------------------- | -------------- | -------------------------------------------------- | --- |
| Наука в цілому   | Організація жінок в науці у країнах, що розвиваються | Third World Organization for Women in Science (OWSD)                                          | Італія, Трієст      | 1987 - нині    |                                                    | Міжнародна неприбуткова організація, що підтримує науковиць та жіночу освіту в країнах, що розвиваються. |
| STEM в цілому    | Спілка інженерок                                     | Society of Women Engineers                                                                    | США                 | 1950 - нині    | Беатріс Гікс                                       | Неприбуткова освітня та виробнича організація, має 100 професійних та 300 студентських секцій у США |
| STEM в цілому    |                                                      | American Association of University Women (AAUW)                                               | США                 | 1881 - нині    |                                                    | |
| STEM в цілому    | Асоціація жінок в науці                              | Association for Women in Science, AWIS                                                        | США                 |                |                                                    | Покликана боротись з дискримінацією жінок, низькою оплатою їх праці. |
| STEM в цілому    |                                                      | European Platform of Women Scientists                                                         | Бельгія             |                |                                                    | |
| STEM в цілому    |                                                      | Graduate Women in Science (GWIS; раніше була відома як Sigma Delta Epsilon)                   |                     |                |                                                    | |
| STEM в цілому    |                                                      | Organization for Women in Science for the Developing World                                    |                     |                |                                                    | |
| STEM в цілому    |                                                      | Kovalevskaia Fund                                                                             |                     |                |                                                    | Для жінок у країнах, що розвиваються. |
| STEM в цілому    | Європейська асоціація ректорок                       | European Women Rectors Association, EWORA                                                     | Стамбул             | 2015 - нині    |                                                    | Продовжує традиції Європейської платформи ректорок (EWRP), яка діяла з 2008. |
| Обчислення та ІТ |                                                      | Ada Initiative                                                                                |                     | 2011 - 2015    |                                                    | |
| Обчислення та ІТ |                                                      | Anita Borg Institute for Women and Technology                                                 |                     |                |                                                    | |
| Обчислення та ІТ |                                                      | Association for Computing Machinery Committee on Women                                        |                     |                |                                                    | |
| Обчислення та ІТ |                                                      | BCSWomen (підгрупа British Computer Society)                                                  |                     |                |                                                    | |
| Обчислення та ІТ |                                                      | Black Girls Code                                                                              |                     |                |                                                    | Некомерційне забезпечення ІТ-освіти афроамериканкам. |
| Обчислення та ІТ |                                                      | BlogHer                                                                                       |                     | 2005 - нині    |                                                    | |
| Обчислення та ІТ |                                                      | Center for Women in Technology                                                                |                     | 1998 - нині    |                                                    | |
| Обчислення та ІТ |                                                      | Computing Research Association Committee on the Status of Women in Computing Research (CRA-W) |                     |                |                                                    | |
| Обчислення та ІТ |                                                      | DC Web Women                                                                                  | Вашингтон           |                |                                                    | |
| Обчислення та ІТ |                                                      | Girl Geek Dinners                                                                             |                     | 2005 - нині    |                                                    | |
| Обчислення та ІТ |                                                      | LinuxChix                                                                                     |                     |                |                                                    | Орієнтована на жінок Linux-спільнота. |
| Обчислення та ІТ |                                                      | National Center for Women & Information Technology (NCWIT)                                    |                     |                |                                                    | |
| Обчислення та ІТ |                                                      | Systers                                                                                       |                     |                |                                                    | |
| Обчислення та ІТ |                                                      | Tech LadyMafia                                                                                |                     |                |                                                    | |
| Обчислення та ІТ |                                                      | Women in Technology International                                                             |                     |                |                                                    | |
| Обчислення та ІТ |                                                      | WorldWIT                                                                                      |                     | закрита з 2007 |                                                    | |
| Обчислення та ІТ |                                                      | WOUGNET (Women of Uganda Network)                                                             |                     |                |                                                    | Місцева організація для підтримки жінок Уганди. |
| Математика       | Асоціація жінок у математиці                         | Association for Women in Mathematics (AWM)                                                    | Балтімор, Меріленд  | 1971 - нині    |                                                    | Професійне товариство, що заохочує жінок і дівчаток до навчання і активної кар'єри в математичних науках, сприяє рівним можливостям та ставленню для жінок і дівчаток у математичних науках.                    |
| Науки про Землю  | Асоціація геонауковиць                               | Association for Women Geoscientists                                                           |                     | 1977 - нині    |                                                    | |
| Науки про Землю  | Спілка географинь                                    | Society of Woman Geographers                                                                  | Вашингтон           | 1925 - нині    |                                                    | |
| Медичні науки    | Американська асоціація радіологинь                   | American Association for Women Radiologists                                                   |                     | 1981 - нині    |                                                    | Професійна організація, заснована як ресурс "професійної соціалізації" для жінок у радіології на честь Марії Кюрі. Спонсорує програми підтримки жінок у радіології, радіаційній онкології.                      |
| Медичні науки    | Американська медична жіноча асоціація                | American Medical Women's Association, AMWA                                                    | Шаумбург (Іллінойс) | 1915 - нині    | Берта Ван Гузен                                    | Найстаріша мультифахова організація, що підтримує жінок у медицині та покращує жіноче здоров'я локально, національно та міжнародно (лідерство, адвокація, освіта, експертиза, менторство, стратегічні альянси). |
| Медичні науки    | Асоціація хірургинь                                  | Association of Women Surgeons, AWS                                                            |                     | 1915           | Берта Ван Гузен                                    | Професійна просвітницька та освітня організація лікарок та студенток у хірургії, просуває жінок у медицині та лобіює питання жіночого здоров'я.                                                                 |
| Медичні науки    | Асоціація хірургинь                                  | Association of Women Surgeons                                                                 |                     | 1981           | Патриція Нюманн                                    | |
| Медичні науки    | Каппа Епсилон                                        | Kappa Epsilon                                                                                 |                     | 1921           | Зада Мері Купер                                    | Професійна спільнота фармацевток. |
| Медичні науки    | Міжнародна жіноча медична асоціація                  | Medical Women's International Association                                                     | Канада              | 1919           |                                                    | Неурядова організація для підтримки лікарок по всьому світу. |
| Медичні науки    | Національна асоціація фармацевток                    | National Association of Women Pharmacists                                                     |                     | 1905 - нині    | Маргарет Елізабет Б'юкенен, Ізабелла Скіннер Кларк | |
| Соціальні науки  | Соціологи за жінок в суспільстві                     | Sociologists for Women in Society, SWS                                                        |                     | 1969           |                                                    | Міжнародна організація соціальних дослідників та дослідниць, що співпрацюють для покращення положення жінок у соціології та суспільстві.                                                                        |
| Обчислення та ІТ |                                                      | Women'sNet                                                                                    |                     |                |                                                    | Програма підтримки південно-африканських активісток з використанням технологій. |
| Обчислення та ІТ |                                                      | WomensHub                                                                                     |                     |                |                                                    | Підтримка філіппінських активісток з використанням технологій |